# Per Olof Sköldberg
Per Olof Sköldberg (n. 19 ianuarie 1910, Kristinehamn, Comitatul Värmland, Suedia – d. 16 iulie 1979, Saltsjö-Duvnäs⁠(d), Comitatul Stockholm, Suedia) a fost un trăgător de tir ce a reprezentat Suedia, medaliat olimpic. A participat la 2 ediții ale Jocurilor Olimpice (1952, 1956) în care a câștigat o medalie de argint.